# Surto de mpox na África de 2023-2024
Uma epidemia de mpox começou na África em setembro de 2023. Em agosto de 2024, mais de 17 mil casos foram relatados com 517 mortes. Em 14 de agosto de 2024, a Organização Mundial da Saúde (OMS) declarou a epidemia uma Emergência de Saúde Pública de Âmbito Internacional (ESPAI).

## Surto
| País                           | Casos  | Mortes |
| ------------------------------ | ------ | ------ |
| República Democrática do Congo | 13 791 | 450    |
| República Centro-Africana      | 213    | 0      |
| República do Congo             | 146    | 1      |
| Camarões                       | 35     | 2      |
| Nigéria                        | 24     | 0      |
| África do Sul                  | 22     | 3      |
| Burundi                        | 8      | 0      |
| Libéria                        | 5      | 0      |
| Gana                           | 4      | 0      |
| Ruanda                         | 2      | 0      |
| Uganda                         | +1     | 0      |
| Suécia                         | 1      | 0      |
| Paquistão                      | 2      | 0      |
| Total                          | 14 252 | 456    |

Em julho de 2022, durante o surto de mpox de 2022–2023, a Organização Mundial da Saúde (OMS) declarou que a mpox era uma emergência sanitária global. A doença havia infectado 87 mil indivíduos e causado 140 mortes quando a OMS encerrou sua emergência global no ano seguinte.
O ressurgimento da mpox na República Democrática do Congo (RDC) começou em setembro de 2023 em Kamituga, uma cidade mineira na província de Quivu do Sul, mas se tornou nacional em janeiro de 2024.
Em agosto de 2024, os Centros Africanos de Controle e Prevenção de Doenças (ACDC, sigla em inglês) declararam que a disseminação de surtos de mpox na África havia se tornado uma emergência de saúde pública, com mais de 500 mortes relatadas. A organização solicitou a ajuda e intervenção da comunidade internacional para controlar a propagação do vírus e tratar os pacientes infectados.
Em 2024, treze países foram relatados como tendo identificado casos de mpox; mais de 96% de todos os casos relatados e mortes pela doença foram confirmados na RDC, com um total de 14 mil casos relatados globalmente e 524 mortes. O ACDC declarou que a taxa de mortalidade da cepa do vírus que causou o surto foi de 3–4%, significativamente maior do que a taxa de mortalidade inferior a 1% registrada durante o surto de mpox de 2022–2023. Informou ainda que 70% dos casos notificados na RDC eram de crianças com menos de 15 anos de idade, uma vez que esse grupo demográfico representava 85% das mortes notificadas. O epidemiologista Jacques Alonda manifestou preocupação com a propagação da doença nos campos de refugiados na RDC e nos países vizinhos, especialmente devido à quantidade de pressão já exercida sobre o sistema nacional de saúde pelos surtos simultâneos de cólera e sarampo, bem como pela subnutrição generalizada.

### Países com transmissão generalizada

#### República Democrática do Congo
Em julho de 2024, 13.791 casos de mpox foram relatados na República Democrática do Congo, com pelo menos 450 mortes confirmadas.

### Países com transmissão local limitada
Em agosto de 2024, treze países relataram casos de mpox; a OMS relatou que novos casos da cepa mpox, todos relacionados ao surto na RDC, foram identificados pela primeira vez em quatro países da África Oriental: Burundi, Quênia, Ruanda e Uganda.
Em 15 de agosto de 2024, a Agência de Saúde Pública da Suécia relatou o primeiro caso fora da África, que envolveu uma pessoa que contraiu o clado 1 de mpox durante uma estadia em uma área da África afetada por um surto da doença. Em declaração pública, a agência afirmou que, embora o caso em si não represente um risco maior para a população em geral, casos importados ocasionais "podem continuar a ocorrer".

#### República Centro-Africana
Em 30 de julho de 2024, a República Centro-Africana declarou um surto de mpox na capital Bangui, após um período em que a doença estava principalmente restrita às áreas rurais.

### Países com casos suspeitos
Em 15 de agosto de 2024, um caso suspeito de mpox foi relatado na província paquistanesa de Khyber Pakhtunkhwa, que mais tarde foi confirmado como um caso real de mpox.

## Virologia
A mpox é causada pelo vírus da varíola dos macacos. O vírus é transmitido através de contacto próximo, vestuário, lençóis ou superfícies contaminados, consumo de carne contaminada e contato sexual. Em abril de 2024, pesquisadores identificaram um novo subgrupo do clado I de mpox em Kamituga, uma cidade mineira em Quivu do Sul, na República Democrática do Congo. Os epidemiologistas relataram que a nova cepa tinha o potencial de se espalhar com maior facilidade em comparação com outras cepas de mpox. Os pesquisadores teorizaram que a cepa havia sofrido mutações genéticas que lhe permitiram se espalhar mais facilmente por meio da transmissão humana, devido à localização remota da cidade mineira, impedindo a maioria das ocasiões de contato com animais que naturalmente carregam e espalham a doença.
O principal pesquisador do novo surto, Dr. Placide Mbala-Kingebeni, disse que os resultados da análise marcaram "uma nova fase da mpox" em relação ao surto anterior em 2022 e 2023, já que a nova cepa supostamente produziu lesões mais leves, predominantemente nos órgãos genitais, tornando a doença mais difícil de diagnosticar em comparação com cepas que causaram lesões no peito, nos pés e nas mãos. Mbala-Kingebeni também observou que pode haver um risco maior de transmissão silenciosa da doença devido às suas diferentes manifestações. A equipe de pesquisa determinou que a forma detectada era uma cepa do tipo clado I, que era historicamente mais grave em comparação ao tipo clado II que foi predominante durante o surto de mpox de 2022–2023.

## Prevenção e mitigação
Em junho de 2024, a Reuters informou que as autoridades da República Democrática do Congo aprovaram as vacinas Jynneos, fabricada pela Bavarian Nordic, e LC16, fabricada pela KM Biologics.

## Respostas
Em 14 de agosto de 2024, a Organização Mundial da Saúde declarou a epidemia uma emergência sanitária global.

### Desafios
As vacinas contra a varíola não foram aprovadas por nenhum governo africano e a eficácia das vacinas não foi atestada pelo Grupo Consultivo Estratégico de Peritos até junho de 2024. O diretor do Programa de Emergências de Saúde da OMS, Michael J. Ryan, observou em uma entrevista à NPR que a RDC enfrenta diversas doenças endêmicas, incluindo sarampo e cólera. Apenas dois laboratórios no país conseguem realizar testes de reação em cadeia da polimerase de mpox. O ministro da Saúde da África Central, Pierre Somse, declarou que as famílias estavam a esconder parentes infectados com medo de serem estigmatizadas.